# Кендис Кинг
Кендис Кинг (енгл. Candice King; Хјустон, 13. мај 1987) је америчка глумица, певачица и кантауторка, најпознатија по улози у ТВ драми Вампирски дневници. Пре удаје је била позната као Кендис Акола.

## Биографија
Кендис Рене Акола је рођена у Хјустону (Тексас), од оца Кевина Акола, који је хирург и мајке Керолин, која је била инжењер за заштиту животне средине. Њени родитељи су активни чланови локалне Републиканске странке. Одрасла је у Еџвуду и похађала је школу Lake Highland Preparatory School. Кри Томас Акола је њен млађи брат.
Кендис Кинг је почела да се забавља са гитаристом Џо Кингом након што су се упознали на утакмици Супербоул у фебруару 2011. године. Верили су се у мају 2013. године, а венчали у октобру 2014. године у Њу Орлеансу, чиме је постала маћеха његовим двеју ћеркама. 15. јануара 2016. године, родила је ћерку Флоренс Меј.
Заједно са колегама Ијаном Самерхолдером и Мајклом Тревином, Кендис је присталица организације It Gets Better Project која има за циљ смањивање самоубистава широм ЛГБТ популације.

## Каријера

### Музика
Кендис Кинг је постигла успех у музичкој каријери тек са 16 година, тако што је потписала уговор са издавачком кућом. Први албум је издала у децембру 2006. године и имао је велики успех. На њеном првом албуму се налази 14 песама. Њен први албум пуштен у продају у Јапану, 2008. године, где је доживео огроман успех. Наступала је на Мајлијиној турнеји као пратећи вокал.

### Глума
Кингова је имала доста споредних улога у серијама као што су Како сам упознао Вашу мајку, Ловци на натприродно... 2009. године је глумила у хорор филму Deadgirl и такође је имала малу улогу у филму Хана Монтана: Филм. Постала је позната по улози у ТВ драми Вампирски дневници где је играла улогу Керолајн Форбс. У јуну 2012. године је добила улогу у веб-серији Dating Rules From My Future Self где је играла улогу Клои Канингем, 26-годишњу девојку која верује да љубав не постоји.

## Филмографија
| Год.       | Српски назив                | Оригинални назив      | Улога           | Напомена                             |
| ---------- | --------------------------- | --------------------- | --------------- | ------------------------------------ |
| Телевизија |                             |                       |                 |                                      |
| 2007.      | Како сам упознао Вашу мајку | How I Met Your Mother | Ејми            | Епизода: "Something Borrowed"        |
| 2009.      | Ловци на натприродно        | Supernatural          | Аманда Хекерлин | Епизода: "After School Special"      |
| 2009.      | Братства и сестринства      | Greek                 | Алис            | Епизода: "Isn't It Bro-mantic?"      |
| 2009-2017. | Вампирски дневници          | The Vampire Diaries   | Керолајн Форбс  | Главна улога                         |
| 2010.      |                             | Drop Dead Diva        | Џесика Орландо  | Епизода: "Begin Again"               |
| 2018.      | Првобитни                   | The Originals         | Керолајн Форбс  | Епизода: "Where You Left Your Heart" |

| Год.    | Српски назив | Оригинални назив       | Улога               |
| ------- | ------------ | ---------------------- | ------------------- |
| Филмови |              |                        |                     |
| 2007.   |              | Pirate Camp            | Енелиз/Том          |
| 2007.   | Џуно         | Juno                   | Аманда              |
| 2007.   |              | On the Doll            | Мелоди              |
| 2007.   |              | X's & O's              | Гвенова пријатељица |
| 2008.   |              | Deadgirl               | Џоан                |
| 2009.   | Љубав боли   | Love Hurts             | Шерон               |
| 2010.   |              | Kingshighway           | Софија              |
| 2011.   |              | The Truth About Angels | Кејтлин Стоун       |

## Награде и номинације
| Организација       | Дело               | Година | Категорија                            | Резултат   |
| ------------------ | ------------------ | ------ | ------------------------------------- | ---------- |
| Teen Choice Awards | Вампирски дневници | 2012.  | Scene Stealer Female                  | Освојено   |
| Teen Choice Awards | Вампирски дневници | 2013.  | Scene Stealer Female                  | Номинација |
| Teen Choice Awards | Вампирски дневници | 2014.  | Scene Stealer Female                  | Освојено   |
| Teen Choice Awards | Вампирски дневници | 2015.  | Choice TV Actress Fantasy/Sci-Fi      | Номинација |
| Teen Choice Awards | Вампирски дневници | 2015.  | Choice TV: Liplock (with Paul Wesley) | Номинација |
| Teen Choice Awards | Вампирски дневници | 2016.  | Choice TV Actress Fantasy/Sci-Fi      | Номинација |
| Teen Choice Awards | Вампирски дневници | 2016.  | Choice TV: Liplock (with Paul Wesley) | Номинација |